# Branchinella basispina
Branchinella basispina é uma espécie de crustáceo da família Thamnocephalidae.
É endémica da Austrália. 